# Jean-Frédéric de La Tour du Pin Gouvernet
Jéan Fréderic de La Tour du Pin Gouvernet (Grenoble, 22 marzo 1727 – Parigi, 28 aprile 1794) è stato un generale francese, insignito dei titoli nobiliari di conte di Paulin, marchese di La Roche-Chalais e di Cénevières, visconte di Calvignac, conte di Chastelard, visconte di Tesson e d’Ambleville, barone di Cubzac, signore di Cubzaguais, e signore di Formarville. Ufficiale veterano della guerra di successione austriaca e della guerra dei sette anni, insignito del titolo di cavaliere dell'Ordine di San Luigi, ricoprì l'incarico di Ministro della guerra sotto il regno di Luigi XVI.

## Biografia
Nacque a Grenoble il 22 marzo 1727, all’interno del ramo più giovane della famiglia La Tour du Pin, figlio di Jean de La Tour du Pin Gouvernet Conte di Paulin (1660-1731), e di Suzanne de La Tour La Cluse (1700-1752). 
Nell’ottobre 1741 si arruolò come cornetta nel Régiment de Bourbon-Cavallerie, raggiungendo il suo Corpo d'armata di stanza in Westfalia, dove trascorse l’inverno. In forza all’armata operante sulla frontiera della Boemia, partecipò alle operazioni di soccorso di Braunaw, e alla spedizione di Schmidmill.
Nominato tenente il 16 aprile 1743, prese parte alla difesa di alcune città della Baviera, terminando la campagna militare sulle rive del fiume Reno.
Il 2 dicembre 1744  ottenne il comando di una compagnia del suo reggimento, operante sul corso del basso Reno, e nel giugno del 1745 raggiunse con il suo reggimento l’Armata delle Fiandre, al comando del Maresciallo di Saxe, accampata sotto Maubeuge, e poi a Chièvres, partecipando all’assedio di Ath. Nel corso del 1746 partecipò all’assedio di Bruxelles e alla battaglia di Roucoux, nel 1747 alla battaglia di Lauffeldt e all’assedio di Bergen op Zoom, e nel 1748 all’assedio di Maastricht.
Dopo la firma della pace di Aix-la-Chapelle la sua compagnia fu sciolta,  ed egli, promosso capitano, prestò servizio per qualche tempo presso il comando del Régiment du Bourbon-Cavallerie. Il 1 febbraio 1749 ottenne una commissione per ottenere il grado di colonnello di fanteria, assumendolo il 20 dello stesso mese quando fu assegnato al Corpo dei Granatieri di Francia, il cui reggimento si trovava a Dieppe.
Comandò tale reggimento durante i numerosi anni di pace, e nel 1753 convolò a nozze con la signorina Marie-Thérèse Billet, che però morì il 9 aprile 1754. L’anno dopo si sposò in seconde nozze con Cécile Marguerite Séraphine de Guinot, figlia del Marchese de Monconseil, che gli portò in dote terreni ad Ambleville.. 
Dopo lo scoppio della guerra dei sette anni, fu nominato Cavaliere dell’Ordine di San Luigi il 3 gennaio 1757, partecipando il 27 luglio dello stesso anno, alla testa del suo reggimento, alla battaglia di Hastenbeck e poi alla presa di Minden e alla successiva capitolazione di Closterseven.
Il 6 ottobre 1757 assunse il comando del Régiment de Guyenne, venendo promosso brigadiere il 20 febbraio 1761, e assumendo il comando del Régiment de Piémont il 1 dicembre 1762, che mantenne fino alla firma del trattato di pace del 1763.

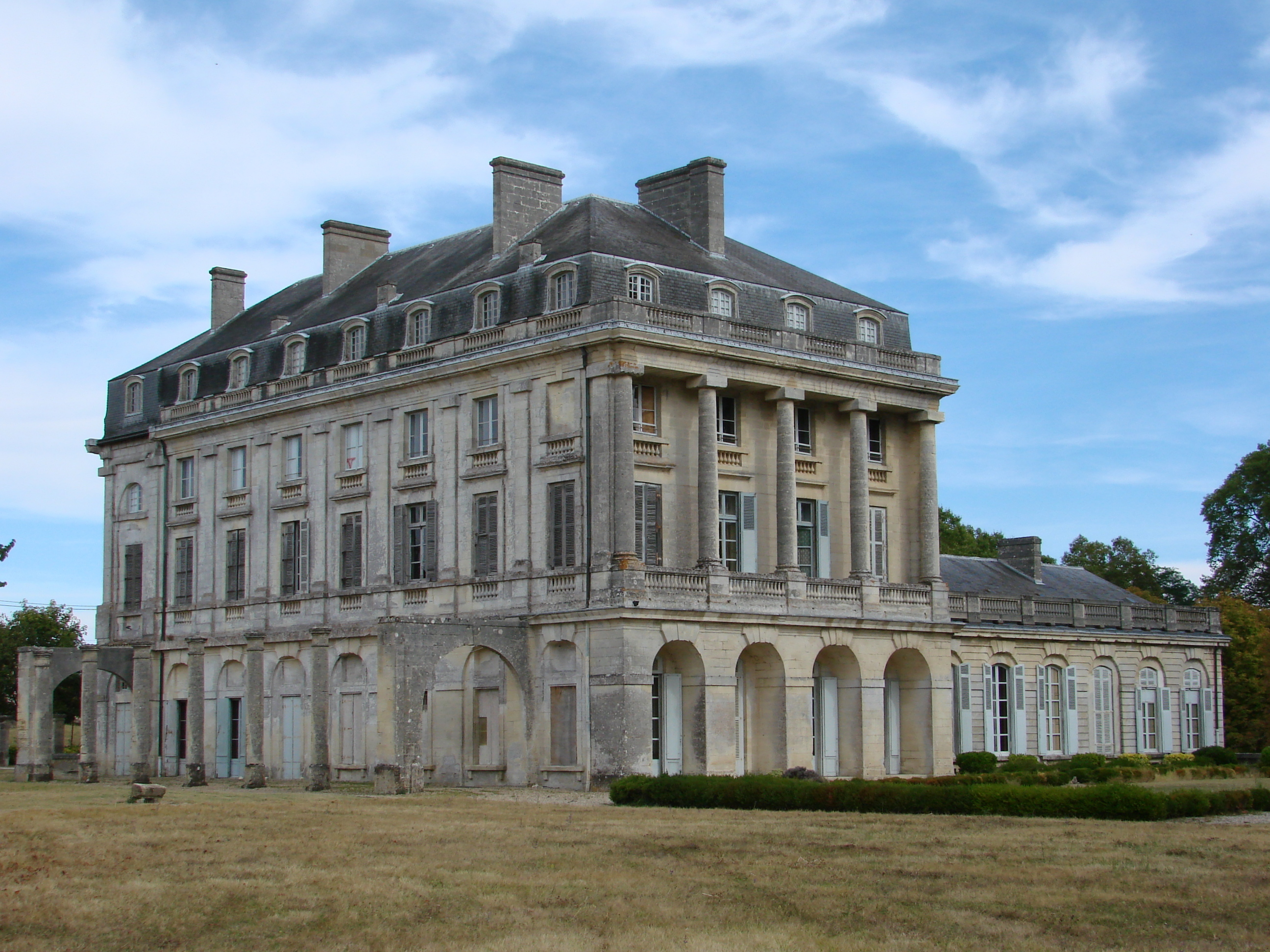
Il castello di Bouilh, dimora di Jean-Frédéric de La Tour du Pin Gouvernet, risalente al XVI Secolo.

Promosso maresciallo di campo nel maggio 1763, fu impiegato successivamente in Normandia e Bretagna. Alla morte del suo primo cugino, Charles Frederic del Tour-du-Pin de Bourelon (1694-1775), divenne capo della famiglia La Tour du Pin. Nel 1778 divenne vicecomandante militare delle provincie di Aunis, Saintonge, Poitou.
Il 5 dicembre 1781 fu nominato luogotenente generale delle armate del re e comandante in capo delle province di Aunis, Saintonge, Poitou. Il 27 marzo 1789 fu eletto deputato presso gli Stati Generali, in rappresentanza della nobiltà di Saintes. 
Il 4 agosto dello stesso anno fu nominato Ministro della guerra, incarico che ricoprì fino al 16 novembre 1790, durante i primi mesi della rivoluzione francese. Ristabilì la disciplina all’interno dell'esercito scosso da numerose rivolte, tra cui quella gravissima di Nancy, ricevendo le congratulazioni dell'Assemblea Nazionale, ma rimase ben presto esposto agli attacchi dei giacobini, arrivando ad offrire le sue dimissioni a re Luigi XVI che inizialmente le rifiutò. L'8 novembre 1790 lasciò il Consiglio dei Ministri, sostituito due giorni dopo da Louis Le Bègue Duportail, ma nel corso del 1792 fu richiamato da Luigi XVI a far parte del Comitato di governo. Divenuto sospetto agli occhi della rivoluzione gli fu consentito di ritirarsi a vita privata ad Auteuil, ma nel maggio 1793 fu messo in stato d’accusa, per essere poi liberato qualche settimana dopo, e quindi definitivamente arrestato il 31 agosto dello stesso anno.
Rinchiuso nel carcere di Sainte-Pélagie, durante il processo a Maria Antonietta, incominciato il 14 ottobre 1793, testimoniò in favore della regina, cosa che non fu apprezzata dal pubblico accusatore del tribunale rivoluzionario Antoine Quentin Fouquier-Tinville, in particolare per il fatto che si rivolgeva a Maria Antonietta chiamandola "Vostra Maestà" e "la Regina". Condannato a morte quindici giorni dopo la regina, fu ghigliottinato il 28 aprile 1794, insieme a suo cugino, anch’egli generale, Philippe Antoine Gabriel Victor Charles Marchese de La Tour du Pin Gouvernet.

## Pubblicazioni
- Mémoire sur l'organisation de l'armée: adressé à l'Assemblée Nationale, De L’Imprimerie Nationale, Paris, 1790.

### Annotazioni
1. ↑  La coppia ebbe una figlia Cécile Suzanne (1756-1793), e un figlio Frédéric-Seraphin La Tour du Pin Gouvernet (1759-1837).
2. ↑  Era il giorno in cui fu proclamata l’abolizione dei privilegi feudali allora esistenti da parte dell’Assemblea Costituente.

### Fonti
1. 1 2 3 4 5 6 7 8 9 10 11 12  de Chilly 1909, p. 11.
2. 1 2 3 4 5 6 7 8  Courcelles 1823, p. 304.
3. ↑  Michaud, Michaud 1826, p. 355.
4. 1 2 3 4 5 6 7 8 9 10  de Chilly 1909, p. 12.
5. 1 2 3 4 5 6 7 8 9 10 11  de Chilly 1909, p. 13.
6. 1 2 3 4 5  Courcelles 1823, p. 305.
7. 1 2  de Chilly 1909, p. 3.
8. ↑  de Chilly 1909, p. 310.
9. ↑  Michaud, Michaud 1826, p. 356.
10. 1 2 3 4  de Chilly 1909, p. 365.
11. ↑  Caron 1910, p. 126.
12. ↑  de Chilly 1909, p. 366.
13. 1 2  de Chilly 1909, p. 369.